# DVB-T
DVB-T (на английски: Digital Video Broadcasting-Terrestrial – Цифрово видео излъчване – наземно) е стандарт, дефиниран от европейския консорциум DVB . Той определя изискванията за наземно цифрово излъчване на телевизионни програми. Първата версия на стандарта е публикувана през 1997 г., а първото излъчване по този стандарт е осъществено във Великобритания през 1998 г. Основната същност на DVB-T стандарта е, че няколко телевизионни програми се разпространяват едновременно в един комплексен цифров информационно-програмен пакет – мултиплекс.
Стандартът DVB-T е сертифициран и публикуван от Европейския институт за стандартизация в далекосъобщенията (ETSI) под номер EN 300 744. Допълнително в техническата спецификация ETSI TS 101 154 относно използването на видео- и аудиокодирането в радиоразпръскването са публикувани детайлните технически параметри на двете методики за кодиране на транспортния поток: по-старата MPEG-2 и съвременната H.264/MPEG-4 AVC.
Технологията DVB-T позволява многократно увеличаване на броя на излъчваните програми, както и приемането на HDTV картина. Наземното цифрово телевизионно радиоразпръскване осигурява телевизионни програми с по-високо качество на картината и звука. Освен това дава възможност и за допълнителни услуги, включително аудио описание, аудио субтитри, специализирани субтитри и
жестомимичен език за хората с увреждания .
Стандартът DVB-T се използва се в различни европейски, азиатски и африкански страни, също и в Австралия, като стандарт за наземно цифрово телевизионно радиоразпръскване. В различните европейски страни се срещат и други съкращения, например във Великобритания и Ирландия системата се нарича „Digital Terrestrial Television“ (DTT) или „Pay-TV“/„Freeview“, в зависимост от това дали се плаща или не, в Испания – „Televisión Digital Terrestre (TDT)“, във Франция „Télévision Numérique Terrestre (TNT)“ и т.н.
Във всички страни, където се използва, стандартът DVB-T постепенно се заменя с усъвършенствания стандарт от второ поколение DVB-T2.

## DVB-T в България
В съответствие с директивите на ЕС Министерският съвет с Решение № 604 от 13 юли 2012 г. приема План за въвеждане на наземно цифрово телевизионно радиоразпръскване (DVB-T) в Република България (План 2012). Този план е изготвен въз основа на Закона за електронните съобщения (ЗЕС) и Закона за радиото и телевизията (ЗРТ) . Основната му цел е да осигури предвидим и плавен преход от наземно аналогово към наземно цифрово телевизионно радиоразпръскване, като към 1 септември 2013 г. България да е преминала изцяло към наземно цифрово и да е преустановила наземното аналогово телевизионно радиоразпръскване. Предвижда се това да се извърши на два етапа:
- I етап: Едновременно телевизионно радиоразпръскване – наземно аналогово и наземно цифрово – симулкаст (simulcast) – от 1 март до 1 септември 2013 г. Този период ще предостави възможност на потребителите да се запознаят с условията за достъп до наземна (ефирна) цифрова телевизия, както и да предприемат мерки за осигуряване на приемането на цифровия сигнал. През този етап са възможни смущения при приемането на програмите[6].
- II етап: Окончателно преминаване към наземно цифрово радиоразпръскване на 1 септември 2013 г. Всички радиопредаватели за наземно аналогово телевизионно радиоразпръскване преустановяват излъчването.

Необходимо е към 1 септември населението да разполага с подходящи телевизионни приемници или да добави към по-старите телевизори декодиращи устройства (set-top-boxes), за да има достъп до услугата „цифрово наземно телевизионно радиоразпръскване“ при MPEG-4 кодиране на цифровия поток, прието в България.

## Предавателна мрежа в България
- Виж Цифрова телевизия в България